# (31740) 1999 JW77
1999 JW77 (asteroide 31740) é um asteroide da cintura principal. Possui uma excentricidade de 0.06392400 e uma inclinação de 10.35929º.
Este asteroide foi descoberto no dia 12 de maio de 1999 por LINEAR em Socorro.